# Chris Wood
Christopher Grant Wood (ur. 7 grudnia 1991 w Auckland) – nowozelandzki piłkarz, grający na pozycji napastnika w angielskim klubie Nottingham Forest, od 2009 roku reprezentant kraju.

## Kariera klubowa
Wood urodził się w Auckland, a swoją przygodę z futbolem rozpoczął w młodzieżowych drużynach Onehunga Sports, Cambridge FC oraz Hamilton Wanderers, z którego w 2007 przeniósł się do Waitako FC. 
W 2009 opuścił Nową Zelandię i przeprowadził się do Anglii, gdzie został zawodnikiem West Bromwich Albion. Wood został polecony Akademii West Bromwich Albion przez trenera Rogera Wilkinsona. Wood strzelał bardzo dużo bramek dla drużyny z akademii młodzieżowej West Brom, co doprowadziło do powołania do drużyny rezerw, gdzie był równie skuteczny. W kwietniu 2009 roku kontuzje kilku graczy West Brom sprawiły, że Wood niespodziewanie został powołany do pierwszego zespołu na mecz Premier League z Portsmouth na Fratton Park. Podczas spotkania wszedł na boisko z ławki rezerwowych, stając się piątym Nowozelandczykiem, który grał w Premier League.
Pod koniec sezonu 2008/09, Wood podpisał swój pierwszy profesjonalny kontrakt. Następnie w grudniu 2009 roku podpisano nową trzyipółletnią umowę z West Brom, w której zawarta była opcja przedłużenia jej o kolejny rok. Swojego pierwszego profesjonalnego gola dla West Brom strzelił 15 września 2009, w wygranym 3:1 meczu z Doncaster Rovers.
Wood został wysłany na awaryjne wypożyczenie do Barnsley 24 września 2010. Wypożyczenie zostało przedwcześnie zakończone za obopólną zgodą po siedmiu ligowych występach dla klubu bez zdobycia bramki. 19 listopada Wood został wypożyczony do Brighton & Hove Albion. Strzelił gola w swoim debiucie przeciwko Bristol Rovers.
Na dzień przed pierwszym meczem sezonu Championship, Wood dołączył do Birmingham City. Zadebiutował w przegranym 1:2 meczu z Derby County. Wood, grając jako środkowy napastnik w pierwszym meczu Birmingham w najważniejszych europejskich rozgrywkach od prawie 50 lat, zadebiutował w pucharach w pierwszym meczu rundy play-off Ligi Europy z portugalskim klubem Nacional. Pierwszego gola dla Birmingham strzelił w rewanżu z Nacionalem. 11 września Wood strzelił hat-tricka, który poprowadził Birmingham do zwycięstwa nad Millwall, a następnie strzelił dwa gole przeciwko Nottingham Forest. Jego wypożyczenie zakończyło się 5 stycznia 2012 roku, po 29 meczach we wszystkich rozgrywkach, w których strzelił 11 bramek.
Następnie Wood dołączył do klubu Championship Bristol City na wypożyczenie do końca sezonu 2011/12. Następnie związał się kolejnym wypożyczeniem z Millwall. 
West Bromwich Albion zakończyło wypożyczenie Wooda do Millwall 27 grudnia 2012 i następnego dnia ogłosili, że dołącza on do Leicester City. Wood strzelił dwa gole po zaledwie 24 minutach w debiucie Leicester 1 stycznia 2013 roku przeciwko Huddersfield Town.
12 stycznia 2013 Wood strzelił hat-tricka w pierwszej połowie przeciwko Bristol City. Sezon zakończył z 11 golami w 24 występach, pomagając Leicester zakwalifikować się do baraży o awans. 12 maja 2013 Wood grał w półfinałowym meczu z Watford, ale Lisy poległy ostatecznie w dwumeczu 2:3. Sezon 2013/14 Wood zakończył sezon z 8 bramkami we wszystkich rozgrywkach, a Leicester awansował do Premier League jako mistrz. 
27 lutego 2015 roku Wood dołączył do Ipswich Town na wypożyczenie do końca sezonu. Zadebiutował w Ipswich przeciwko Norwich City 1 marca. Łącznie w Ipswich 8 razy pojawiał się na boisku, nie notując żadnej bramki. 
1 lipca 2015 Wood dołączył do klubu Championship Leeds United, podpisując z klubem czteroletni kontrakt. Wood otrzymał koszulkę z numerem 9. 8 sierpnia, w dzień otwarcia sezonu, Wood zadebiutował w Leeds w Championship w zremisowanym 1:1 meczu z Burnley. Strzelił swojego pierwszego gola dla Leeds 19 sierpnia w zremisowanym 2:2 spotkaniu z Bristol City. Sezon 2015/16 zakończył z 13 bramkami na koncie.
Wood strzelił swojego pierwszego gola w następnym sezonie w dniu 10 sierpnia 2016, w meczu Pucharu Ligi przeciwko Fleetwood Town. W całym sezonie 2016/17 strzelił 30 bramek, z czego 27 w lidze, co pozwoliło mu zostać królem strzelców rozgrywek. Wood wygrał nagrodę EFL Championship Player of the Month w styczniu 2017 i został wybrany Mistrzem Miesiąca PFA Fans' w styczniu i marcu. W dniu 6 sierpnia 2017 r. Wood strzelił swojego pierwszego gola w sezonie w wygranym 3:2 meczu z Boltonem Wanderers. 18 sierpnia, po tym jak klub odrzucił ofertę 12 milionów funtów od klubu Premier League Burnley, Leeds zaoferowało Woodowi nowy trzyletni kontrakt, próbując utrzymać go w klubie.
21 sierpnia 2017 Wood podpisał czteroletni kontrakt z Burnley za kwotę około 15 milionów funtów. Wood zadebiutował w Burnley 27 sierpnia przeciwko Tottenhamowi na stadionie Wembley i strzelił wyrównującą bramkę w drugiej minucie doliczonego czasu gry w meczu, który zakończył się wynikiem 1:1.
19 września, w trzeciej rundzie Pucharu Ligi, Wood strzelił swojemu byłemu klubowi Leeds United na Turf Moor w 89. minucie z rzutu karnego. Mecz zakończył się w regulaminowym czasie gry wynikiem 2:2 po dogrywce, a Leeds wygrało mecz 5:3 w rzutach karnych. 8 listopada 2019 Wood podpisał nowy kontrakt z Burnley łączący go z klubem do czerwca 2023. 
6 marca 2021 Wood strzelił swojego 40. gola w Premier League w zremisowanym 1:1 meczu z Arsenalem, a także został ósmym graczem w historii klubu, który zagrał 100 meczów w Premier League dla Burnley. 25 kwietnia strzelił swojego pierwszego hat-tricka dla Burnley w wygranym 4:0 wyjazdowym meczu z Wolverhampton Wanderers, stając się pierwszym Nowozelandczykiem, który tego dokonał.
13 stycznia 2022 Wood podpisał dwuipółletni kontrakt z Newcastle United za kwotę wynoszącą 25 milionów funtów, po tym jak uruchomiono zapisaną w umowie klauzulę odejścia. Zadebiutował w Newcastle zaledwie dwa dni po podpisaniu kontraktu z klubem, w zremisowanym 1:1 meczu z Watfordem.
Wood strzelił swojego pierwszego gola dla Newcastle 10 marca 2022, strzelając wyrównującą bramkę w wygranym 2:1 ligowym meczu z Southampton. 20 stycznia 2023 został wypożyczony do Nottingham Forest. Po sezonie dołączył do zespołu Forest na zasadzie transferu definitywnego. 

### Statystyki
(aktualne na dzień 2 września)
| Sezon   | Klub                   | Kraj          | Rozgrywki                         | Mecze | Bramki |
| ------- | ---------------------- | ------------- | --------------------------------- | ----- | ------ |
| 2007/08 | Waitako FC             | Nowa Zelandia | New Zealand Football Championship | 5     | 0      |
| 2008/09 | West Bromwich Albion   | Anglia        | Premier League                    | 2     | 0      |
| 2009/10 | West Bromwich Albion   | Anglia        | Championship                      | 18    | 1      |
| 2010/11 | West Bromwich Albion   | Anglia        | Premier League                    | 1     | 0      |
| 2010/11 | Barnsley               | Anglia        | Championship                      | 7     | 0      |
| 2010/11 | Brighton & Hove Albion | Anglia        | League One                        | 29    | 8      |
| 2011/12 | Birmingham City        | Anglia        | Championship                      | 23    | 9      |
| 2011/12 | Bristol City           | Anglia        | Championship                      | 19    | 3      |
| 2012/13 | Millwall               | Anglia        | Championship                      | 19    | 11     |
| 2012/13 | Leicester City         | Anglia        | Championship                      | 20    | 9      |
| 2013/14 | Leicester City         | Anglia        | Championship                      | 26    | 4      |
| 2014/15 | Leicester City         | Anglia        | Premier League                    | 7     | 1      |
| 2014/15 | Ipswich Town           | Anglia        | Championship                      | 8     | 0      |
| 2015/16 | Leeds United           | Anglia        | Championship                      | 36    | 13     |
| 2016/17 | Leeds United           | Anglia        | Championship                      | 44    | 27     |
| 2017/18 | Leeds United           | Anglia        | Championship                      | 3     | 1      |
| 2017/18 | Burnley                | Anglia        | Premier League                    | 24    | 10     |
| 2018/19 | Burnley                | Anglia        | Premier League                    | 38    | 10     |
| 2019/20 | Burnley                | Anglia        | Premier League                    | 32    | 14     |
| 2020/21 | Burnley                | Anglia        | Premier League                    | 33    | 12     |
| 2021/22 | Burnley                | Anglia        | Premier League                    | 17    | 3      |
| 2021/22 | Newcastle United       | Anglia        | Premier League                    | 17    | 2      |
| 2022/23 | Newcastle United       | Anglia        | Premier League                    | 18    | 2      |
| 2022/23 | Nottingham Forest      | Anglia        | Premier League                    | 7     | 1      |
| 2023/24 | Nottingham Forest      | Anglia        | Premier League                    | 4     | 1      |

## Kariera reprezentacyjna
Wood zagrał w 3 spotkaniach reprezentacji Nowej Zelandii do lat 17. W drużynie narodowej zadebiutował 3 czerwca 2009 w meczu przeciwko Tanzanii, przegranym 1:2. W tym samym roku został powołany przez trenera Rickiego Herberta na Pucharze Konfederacji 2009, gdzie reprezentacja Nowej Zelandii odpadła w fazie grupowej. Podczas turnieju wystąpił w spotkaniu z gospodarzami turnieju RPA. 
10 maja 2010 został powołany przez trenera Rickiego Herberta na Mistrzostwa Świata. Podczas mundialu wystąpił w trzech spotkaniach fazy grupowej ze Słowacją, Włochami oraz Paragwajem. 
Uczestnik Igrzysk Olimpijskich 2012, podczas których zagrał w trzech spotkaniach z Brazylią, Egiptem (gol) i Białorusią. Strzelił 5 bramek, które pomogły Nowej Zelandii zająć 3. miejsce podczas Pucharu Narodów Oceanii 2012. Cztery lata później zagrał na Pucharze Narodów Oceanii 2016, podczas którego wystąpił w półfinale z Nową Kaledonią. Drużyna Nowej Zelandii zakończyła te mistrzostwa zwycięstwem.
Wygrany Puchar Oceanii 2016 zaowocował kwalifikacją do Pucharu Konfederacji 2017. Tam zagrał w trzech meczach grupowych z Rosją, Meksykiem (bramka) oraz Portugalią. Na chwilę obecną Wood zagrał dla reprezentacji w 80 spotkaniach i strzelił 41 bramek.
| Mecze i gole w reprezentacji | Mecze i gole w reprezentacji | Mecze i gole w reprezentacji | Mecze i gole w reprezentacji | Mecze i gole w reprezentacji | Mecze i gole w reprezentacji | Mecze i gole w reprezentacji |
| #                            | Data                         | Miasto                       | Przeciwnik                   | Gol                          | Wynik                        | Rozgrywki                    |
| ---------------------------- | ---------------------------- | ---------------------------- | ---------------------------- | ---------------------------- | ---------------------------- | ---------------------------- |
| 1.                           | 03.06.2009                   | Dar es Salaam                | Tanzania                     |                              | 1:2                          | towarzyski                   |
| 2.                           | 10.06.2009                   | Pretoria                     | Włochy                       |                              | 3:4                          | towarzyski                   |
| 3.                           | 17.06.2009                   | Rustenburg                   | Południowa Afryka            |                              | 0:2                          | PK 2009                      |
| 4.                           | 10.10.2009                   | Ar-Rifa                      | Bahamy                       |                              | 0:0                          | El. MŚ 2010                  |
| 5.                           | 14.11.2009                   | Wellington                   | Bahamy                       |                              | 1:0                          | El. MŚ 2010                  |
| 6.                           | 03.03.2010                   | Pasadena                     | Meksyk                       |                              | 0:2                          | towarzyski                   |
| 7.                           | 24.05.2010                   | Melbourne                    | Australia                    |                              | 1:2                          | towarzyski                   |
| 8.                           | 29.05.2010                   | Klagenfurt                   | Serbia                       |                              | 1:0                          | towarzyski                   |
| 9.                           | 04.06.2010                   | Maribor                      | Słowenia                     |                              | 1:3                          | towarzyski                   |
| 10.                          | 15.06.2010                   | Rustenburg                   | Słowacja                     |                              | 1:1                          | MŚ 2010                      |
| 11.                          | 20.06.2010                   | Nelspruit                    | Włochy                       |                              | 1:1                          | MŚ 2010                      |
| 12.                          | 24.06.2010                   | Polokwane                    | Paragwaj                     |                              | 0:0                          | MŚ 2010                      |
| 13.                          | 09.10.2010                   | Auckland                     | Honduras                     | Gol                          | 1:1                          | towarzyski                   |
| 14.                          | 12.10.2010                   | Wellington                   | Paragwaj                     |                              | 0:2                          | towarzyski                   |
| 15.                          | 25.03.2011                   | Wuhan                        | Chiny                        |                              | 1:1                          | towarzyski                   |
| 16.                          | 01.06.2011                   | Denver                       | Meksyk                       |                              | 0:3                          | towarzyski                   |
| 17.                          | 05.06.2011                   | Adelajda                     | Australia                    |                              | 0:3                          | towarzyski                   |
| 18.                          | 29.02.2012                   | Auckland                     | Jamajka                      | Gol                          | 2:3                          | towarzyski                   |
| 19.                          | 23.05.2012                   | Houston                      | Salwador                     |                              | 2:2                          | towarzyski                   |
| 20.                          | 26.05.2012                   | Dallas                       | Honduras                     |                              | 1:0                          | towarzyski                   |
| 21.                          | 02.06.2012                   | Honiara                      | Fidżi                        |                              | 1:0                          | Puchar Narodów Oceanii 2012  |
| 22.                          | 04.06.2012                   | Honiara                      | Papua-Nowa Gwinea            | Gol                          | 2:1                          | Puchar Narodów Oceanii 2012  |
| 23.                          | 06.06.2012                   | Honiara                      | Wyspy Salomona               | Gol                          | 1:1                          | Puchar Narodów Oceanii 2012  |
| 24.                          | 08.06.2012                   | Honiara                      | Nowa Kaledonia               |                              | 0:2                          | Puchar Narodów Oceanii 2012  |
| 25.                          | 10.06.2012                   | Honiara                      | Wyspy Salomona               | Gol · Gol · Gol              | 4:3                          | Puchar Narodów Oceanii 2012  |
| 26.                          | 07.09.2012                   | Numea                        | Nowa Kaledonia               | Gol                          | 2:0                          | El. MŚ 2014                  |
| 27.                          | 11.09.2012                   | Auckland                     | Wyspy Salomona               | Gol                          | 6:1                          | El. MŚ 2014                  |
| 28.                          | 13.10.2012                   | Pirae                        | Tahiti                       |                              | 2:0                          | El. MŚ 2014                  |
| 29.                          | 14.11.2012                   | Szanghaj                     | Chiny                        | Gol                          | 1:1                          | towarzyski                   |
| 30.                          | 22.03.2013                   | Dunedin                      | Nowa Kaledonia               |                              | 2:1                          | El. MŚ 2014                  |
| 31.                          | 05.09.2013                   | Rijad                        | Arabia Saudyjska             |                              | 1:0                          | towarzyski                   |
| 32.                          | 09.09.2013                   | Rijad                        | Zjednoczone Emiraty Arabskie |                              | 0:2                          | towarzyski                   |
| 33.                          | 13.11.2013                   | Meksyk                       | Meksyk                       |                              | 1:5                          | El. MŚ 2014                  |
| 34.                          | 05.03.2014                   | Tokio                        | Japonia                      | Gol · Gol                    | 2:4                          | towarzyski                   |
| 35.                          | 08.09.2014                   | Taszkent                     | Uzbekistan                   |                              | 1:3                          | towarzyski                   |
| 36.                          | 14.11.2014                   | Nanchang                     | Chiny                        | Gol                          | 1:1                          | towarzyski                   |
| 37.                          | 18.11.2014                   | Nakhon Ratchasima            | Tajlandia                    |                              | 0:2                          | towarzyski                   |
| 38.                          | 31.03.2015                   | Seul                         | Korea Południowa             |                              | 0:1                          | towarzyski                   |
| 39.                          | 12.11.2015                   | Maskat                       | Oman                         | Gol                          | 1:0                          | towarzyski                   |
| 40.                          | 28.05.2016                   | Port Moresby                 | Fidżi                        | Gol                          | 3:1                          | El. MŚ 2018                  |
| 41.                          | 31.05.2016                   | Port Moresby                 | Vanuatu                      | Gol · Gol                    | 5:0                          | El. MŚ 2018                  |
| 42.                          | 08.06.2016                   | Port Moresby                 | Nowa Kaledonia               | Gol                          | 1:0                          | Puchar Narodów Oceanii 2016  |
| 43.                          | 08.10.2016                   | Nashville                    | Meksyk                       |                              | 1:2                          | towarzyski                   |
| 44.                          | 11.10.2016                   | Waszyngton                   | Stany Zjednoczone            |                              | 1:1                          | towarzyski                   |
| 45.                          | 12.11.2016                   | Auckland                     | Nowa Kaledonia               |                              | 2:0                          | El. MŚ 2018                  |
| 46.                          | 15.11.2016                   | Koné                         | Nowa Kaledonia               |                              | 0:0                          | El. MŚ 2018                  |
| 47.                          | 25.03.2017                   | Lautoka                      | Fidżi                        | Gol                          | 2:0                          | El. MŚ 2018                  |
| 48.                          | 02.06.2017                   | Belfast                      | Irlandia Północna            |                              | 0:1                          | towarzyski                   |
| 49.                          | 12.06.2017                   | Mińsk                        | Białoruś                     |                              | 0:1                          | towarzyski                   |
| 50.                          | 17.06.2017                   | Petersburg                   | Rosja                        |                              | 0:2                          | PK 2017                      |
| 51.                          | 21.06.2017                   | Soczi                        | Meksyk                       | Gol                          | 1:2                          | PK 2017                      |
| 52.                          | 24.06.2017                   | Petersburg                   | Portugalia                   |                              | 0:4                          | PK 2017                      |
| 53.                          | 01.09.2017                   | Auckland                     | Wyspy Salomona               | Gol · Gol · Gol              | 6:1                          | El. MŚ 2018                  |
| 54.                          | 06.10.2017                   | Toyota                       | Japonia                      | Gol                          | 1:2                          | towarzyski                   |
| 55.                          | 11.11.2017                   | Wellington                   | Peru                         |                              | 0:0                          | El. MŚ 2018                  |
| 56.                          | 15.11.2017                   | Lima                         | Peru                         |                              | 0:2                          | El. MŚ 2018                  |
| 57.                          | 14.11.2019                   | Dublin                       | Irlandia                     |                              | 1:3                          | towarzyski                   |
| 58.                          | 09.10.2021                   | Riffa                        | Curaçao                      | Gol                          | 2:1                          | towarzyski                   |
| 59.                          | 12.10.2021                   | Riffa                        | Bahamy                       |                              | 1:0                          | towarzyski                   |
| 60.                          | 16.11.2021                   | Abu Zabi                     | Gambia                       | Gol · Gol                    | 2:0                          | towarzyski                   |
| 61.                          | 28.01.2022                   | Abu Zabi                     | Jordania                     | Gol                          | 1:3                          | towarzyski                   |
| 62.                          | 21.03.2022                   | Wellington                   | Fidżi                        | Gol · Gol                    | 4:0                          | El. MŚ 2022                  |
| 63.                          | 24.03.2022                   | Lima                         | Nowa Kaledonia               | Gol · Gol                    | 7:1                          | El. MŚ 2022                  |
| 64.                          | 27.03.2022                   | Wellington                   | Tahiti                       |                              | 1:0                          | El. MŚ 2022                  |
| 65.                          | 30.03.2022                   | Lima                         | Wyspy Salomona               | Gol                          | 5:0                          | El. MŚ 2022                  |
| 66.                          | 05.06.2022                   | Cornellà de Llobregat        | Peru                         |                              | 0:1                          | towarzyski                   |
| 67.                          | 09.06.2022                   | Ar-Rajjan                    | Oman                         |                              | 0:0                          | towarzyski                   |
| 68.                          | 14.06.2022                   | Ar-Rajjan                    | Kostaryka                    |                              | 0:1                          | El. MŚ 2022                  |
| 69.                          | 22.09.2022                   | Milton                       | Australia                    |                              | 0:1                          | towarzyski                   |
| 70.                          | 25.09.2022                   | Auckland                     | Australia                    |                              | 0:2                          | towarzyski                   |

## Sukcesy
Nowa Zelandia
- Puchar Narodów Oceanii (2): 2016 (1. miejsce), 2012 (2. miejsce)

Brighton & Hove Albion
- Mistrzostwo League One (1): 2010/11

Leicester City
- Mistrzostwo Championship (1): 2014/15

Leeds United
- Król strzelców Championship (1): 2016/17